# ジョー・ムーア
ジョー・ムーア（Joe Moore, 1894年11月22日 - 1926年8月22日）は、アイルランド出身のアメリカ合衆国の俳優である。本名・旧芸名ジョゼフ・ムーア（Joseph Moore）。

## 人物・来歴
1894年（明治27年）11月22日、アイルランドのミーズ県に生まれる。長兄トム・ムーア、次兄オーウェン・ムーア、三兄マット・ムーア、姉メアリー・ムーアとともにアメリカ合衆国に移住し、みな俳優となる。
1911年（明治44年）7月25日に公開された、同じアイルランド出身の映画製作者パット・パワーズプロデュース、のちの映画監督フレッド・ウォルトン主演の短篇コメディ Oh, Baby! に満16歳で出演したのが、もっとも古い出演記録である。1912年（明治45年）、カール・レムリのインディペンデント・ムーヴィング・ピクチャーズに入社、老優ジョージ・オバーと共演した短篇映画 The Staff of Age に主演する。1916年（大正5年）、ヘンリー・レーアマンのL-KO・カンパニーに移籍、ジョン・G・ブライストーン監督、アリス・ハウエル主演の短篇映画に相手役として共演し、それらはユニヴァーサル・フィルム・マニュファクチュアリング・カンパニー（現在のユニバーサル・ピクチャーズ）が配給、公開された。同年、フランシス・フォードとグレイス・キュナードとが共同監督、主演した『紫の覆面』に出演するが、1910年代のそれ以降の出演作は見当たらない。
時期は不明であるがグレイス・キュナードと結婚、1925年（大正14年）にキュナードがジャック・シャノンと再婚するまでの時期に離婚している。1920年（大正9年）には、小プロダクションで主演級の映画出演を再開している。
1926年（大正15年）8月22日、カリフォルニア州サンタモニカで心筋梗塞により死去した。満31歳没。

## おもなフィルモグラフィ
すべて出演作、1910年代は「ジョゼフ・ムーア」名義である。

### 1910年代
- Oh, Baby! : 監督不明、主演フレッド・ウォルトン、1911年
- The Staff of Age : 監督不明、1912年 - 主演・役 The Grandson
- Let No Man Put Asunder : 監督不明、主演キング・バゴット、1912年 - 出演・役 Their Son
- Clownland : 監督オーティス・ターナー、1912年 - 主演・役 Teddy
- A Case of Dynamite : 監督ハーバート・ブレノン、1912年
- In Old Tennessee : 監督オーティス・ターナー、主演キング・バゴット、1912年 - 出演・役 Joe, the Crippled Brother
- The Cruel Stepmother : 監督不明、主演ヴィヴィアン・プレスコット、1912年 - 「マスター・ジョゼフ・ムーア」名義
- Officer One Seven Four : 監督ジョージ・ローン・タッカー、主演キング・バゴット、1912年
- Hearts of Oak : 監督レイ・バートレット・フィジオック、主演デル・デ・ルイス、1914年 - 出演・役 Little Ned
- Three Weeks : 監督ペリー・N・ヴェクロフ、主演マドレイン・トラヴァース、1914年 - プロローグ出演・役不明
- For High Stakes : 監督ハリー・O・ホイト、主演トム・ムーア、1915年 - 出演・役 American Joe - a Crook
- Saving Susie from the Sea : 監督不明、1916年 - 主演
- Pirates of the Air : 監督ジョン・G・ブライストーン、主演アリス・ハウエル、1916年
- Unhand Me, Villain! : 監督ジョン・G・ブライストーン、主演アリス・ハウエル、1916年
- Alice in Society : 監督ジョン・G・ブライストーン、主演アリス・ハウエル、1916年
- 『紫の覆面』 The Purple Mask : 監督・主演グレイス・キュナード / フランシス・フォード、1916年 - 出演・役 Jack Elliot

### 1920年代
- 『粗忽者の帰宅』 Welcome Home : 監督マルコム・セント・ クレア、主演オーティス・ハーラン、1920年 - 出演・役 Papa's choice
- The White Rider : 監督ウィリアム・ジェームズ・クラフト、共演アイリーン・セジウィック、1920年 - 主演・役 Chauncey Day
- 『愛の決戦』 Love's Battle : 監督ウィリアム・ジェームズ・クラフト、共演アイリーン・セジウィック、1920年 - 主演・役 Smiling Joe Wiley
- Officer Cupid : 監督フランク・パウエル、共演ハリエット・ハモンド、1921年 - 主演
- 『謎の支那街』 Arrest Norma MacGregor : 監督不明、共演アイリーン・セジウィック、1921年 - 主演
- 『偽の刻印』 False Brands : 監督ウィリアム・ジェームズ・クラフト、共演アイリーン・セジウィック、1922年 - 主演・役 Joe Sullivan
- 『狼の群』 Wolf Pack : 監督ウィリアム・ジェームズ・クラフト、共演アイリーン・セジウィック、1922年 - 主演・役 Joe Hammond
- Up in the Air About Mary : 監督ウィリアム・ワトソン、主演ルイズ・ロレイン、1922年 - 出演・役 Joe
- Sweet and Pretty : 監督ジェームズ・D・デイヴィス、1923年
- The Flower Girl : 監督ハーマン・C・レイメイカー、主演ベイビー・ペギー、1924年
- 『兵営に咲く花』 Wages of Virtue : 監督アラン・ドワン、主演グロリア・スワンソン、1924年 - 出演・役 Le Bro-way
- Hay Fever Time : 監督シャーウッド・マクドナルド、主演グローリア・ジョーイ、1925年
- Goat Getter : 監督アルバート・S・ロージェル、主演ビリー・サリバン、1925年 - 出演・役 Slug Geever
- Be Careful, Dearie! : 監督ザイオン・マイヤーズ、1926年 - 主演
- The Golden Web : 監督ウォルター・ラング、主演リリアン・リッチ、1926年 - 出演・役 Office Boy

## 関連事項
- パット・パワーズ （en:Pat Powers (businessman)）
- インディペンデント・ムーヴィング・ピクチャーズ （en:Independent Moving Pictures）
- L-KO・カンパニー （en:L-KO Kompany）
- ヘンリー・レーアマン （en:Henry Lehrman）

## 註
1. 1 2 3 4 5 6 7 8 9 10 11  Joe Moore, Internet Movie Database （英語）, 2010年5月22日閲覧。
2. ↑  Oh, Baby! - IMDb（英語）, 2010年5月22日閲覧。
3. ↑  Grace Cunard - IMDb（英語）, 2010年5月22日閲覧。